# Crna rika
Crna rika je rječica u Neretvanskoj dolini, rukavac rijeke Neretve. Nalazi se sjeveroistočno od Rogotina, a kanalom je spojena s jezerom Vlaška. Posljednja je dionica Maratona lađa.

## Vanjske poveznice
- Rogotin - Crna rika  Arhivirana inačica izvorne stranice od 22. kolovoza 2016. (Wayback Machine)